# Cassina de' Pecchi
Cassina de' Pecchi este o comună din provincia Milano, Italia. În 2011 avea o populație de 13.225 de locuitori.

## Demografie
Format:Demografia/Cassina de'Pecchi